# Гайнц Ріхтер (велогонщик)
Гайнц Ріхтер (нім. Heinz Richter, 24 липня 1947) — німецький велогонщик.
Срібний призер Олімпійських Ігор 1972 року в командній гонці переслідування на 4000 м, учасник 1968 року.